# Dominique Eade
Dominique Frances Eade (Ruislip, Engeland, 16 juni 1958) is een Amerikaanse jazz-zangeres, -pianiste, muziekpedagoog en componist.

## Biografie
Eade, de dochter van een Amerikaanse luchtmachtofficier en een Zwitserse, groeide afwisselend op in Amerika en Europa. Als kind leerde ze piano spelen en later de gitaar. Ze speelde folk, pop en jazzsongs en schreef haar eigen liedjes. Haar eerste optredens had ze in cafés in Stuttgart. Ze studeerde in Poughkeepsie en was daar lid van een jazzgroep met daarin ook Joe McPhee, Naima. Ze studeerde kort aan Berklee College of Music en aan New England Conservatory (NEC) in Boston. Aan het NEC gaf ze daarna les. Ze speelde in de lokale jazzscene en werkte onder meer met Mick Goodrick en Bill Pierce. Naast Amerika trad ze ook op in Europa.
Ze werd actief in de hedendaagse muziek, werd lid van verschillende gezelschappen en trad op met de jazzgroepen Orange Then Blue en Either/Orchestra. In 1997 begon ze als eerste vrouwelijke jazzmusicus in het kader van het NEC Artist Diploma-programma een studie bij Dave Holland en Stanley Cowell.
In 1991 nam ze in New York haar eerste album op, waaraan onder meer Cowell meewerkte. Ze trad op in twee opera's van saxofonist Anthony Braxton en werkte met een trio (Gene Bertoncini, Ben Street en Kenny Wollesen) en een duo (Mark Helias en Peter Leitch). Ze trad op in verschillende gelegenheden, zoals Birdland en The Village Gate, en werd daarbij begeleid door musici als Ira Coleman, Larry Goldings en Fred Hersch. In 1994 verscheen haar tweede album, waaraan ook George Mraz meewerkte.
Eind jaren negentig verschenen twee platen voor RCA Records. "When the Wind was Cool" was een tributeplaat voor June Christy en Chris Connor. Op "The Long Way Home" speelde Dave Holland mee. Hierna toerde ze in Amerika en Europa. In 2006 kwam een album met Jed Wilson. In New York vormde ze een duo met Ran Blake, daarna speelde ze in een kwartet (met onder meer Wilson) en met de gitarist Brad Shepik.
Eade is getrouwd met de saxofonist Allan Chase en heeft twee zonen.

## Discografie
- The Ruby and the Pearl, Accurate Records, 1990
- My Resistance is Low, Accurate Records, 1994
- When the Wind Was Cool, RCA, 1997
- The Long Way Home, RCA, 1998
- Open (met Jed Wilson), Jazz Project, 2006